# Propiedad privada
La propiedad privada es el conjunto de derechos de las personas y empresas a obtener, poseer, controlar, emplear, disponer  y dejar en herencia, el capital. Desde el punto de vista legal, se considera una cosa que pertenece a una persona, física o jurídica, que ejerce sobre ella las facultades concernientes a su uso y disposición que corresponden al derecho de propiedad, sin más limitaciones que las establecidas en las leyes. La propiedad privada se diferencia de la propiedad pública en que esta última se refiere a bienes propiedad del Estado o del gobierno. 
Es un derecho subjetivo, consagrado como tal por el artículo 17 de la Declaración de los Derechos del Hombre y del Ciudadano de 1789, que establecía que «la propiedad es un derecho inviolable y sagrado, nadie puede ser privado de ella sino cuando la necesidad pública, legalmente constatada, lo exija evidentemente y bajo la condición de una justa y previa indemnización».

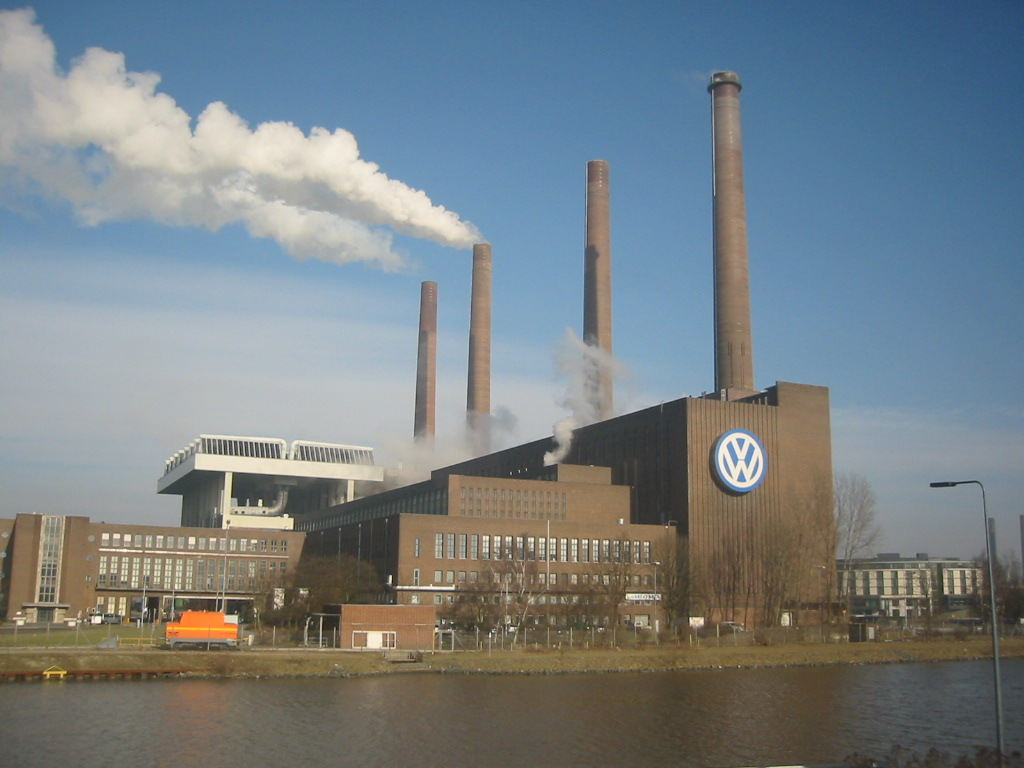
La fábrica Volkswagen es un ejemplo de propiedad privada. La fábrica es propiedad privada de sus accionistas.

El concepto de propiedad ha ido sufriendo modificaciones a lo largo de la historia. A finales del siglo XVIII, durante la Revolución Industrial, la propiedad privada surgió como la forma predominante de propiedad en el ámbito de la producción y las tierras, desplazando a la propiedad feudal,  a los gremios, al sistema de talleres de trabajo y a la producción artesana, que se basaban en la propiedad de las herramientas de producción por parte de trabajadores individuales o gremios de artesanos.

## Evolución histórica

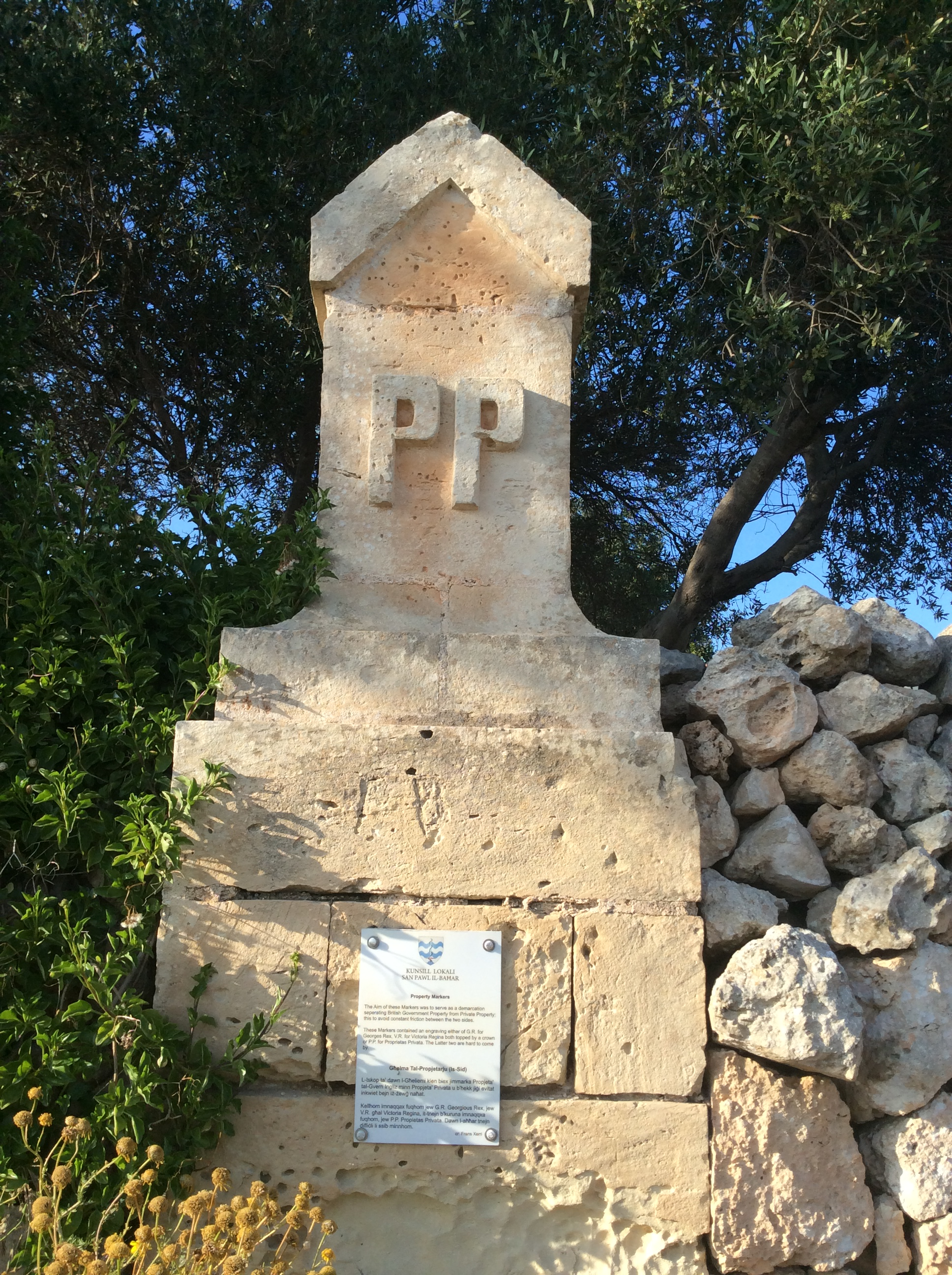
Proprietas Privata (PP). Indicador de Propiedad Privada del período británico en San Martin, Bahía de San Pablo, Malta.

El concepto de propiedad es muy antiguo. Las sociedades primitivas compartirían ciertos derechos de propiedad, como el derecho a cazar o pescar en un determinado lugar. Aunque existía cierta propiedad personal, como las armas, los utensilios de cocina, la ropa, las mujeres y los hijos en general la propiedad real era común. La "propiedad privada" surgiría cuando la población abandonó el estilo de vida nómada y comenzaron a asentarse en diversos territorios, donde se buscarían las zonas más favorables para la incipiente agricultura y ganadería. En Mesopotamia, en el IV Milenio a. C., al aumentar la producción agrícola, se fueron transformando las formas de explotar la tierra, recayendo su propiedad en función de la jerarquización de la sociedad de cada momento. La tierra empezó a considerarse como propiedad privada antes de los primeros imperios.
Las primeras pruebas de propiedad privada pueden remontarse a los babilonios alrededor del 1800 a. C., como demuestra el descubrimiento arqueológico de las inscripciones Plimpton 322, una tablilla de arcilla utilizada para calcular los límites de una propiedad. Sin embargo, las discusiones escritas sobre la propiedad privada no aparecieron hasta el Imperio persa, y surgieron en la tradición occidental, al menos, desde Platón. Platón en La república, que abogaba por la supresión de la propiedad privada, se decanta, finalmente, en sus Leyes, por restablecerla, bajo la forma de propiedad familiar, indivisible e inalienable, distribuida por el Estado.
Como concepto legal, se construyó a partir del Derecho romano, donde se distinguía entre la Res publica y los intereses individuales (privados). Bajo el sistema feudal, los siervos podían ocupar y cultivar la tierra, pero la propiedad la tenía la iglesia, el rey o los señores feudales. Esta ocupación implicaba muchas obligaciones y rivalidades.
Antes del siglo XVIII, en inglés, generalmente se usaba la palabra 'propiedad' para referirse a la propiedad de la tierra. En Inglaterra, la 'propiedad' llegó a tener una definición legal en el siglo XVII. La propiedad privada, definida como la propiedad de entidades comerciales, surgió con las grandes empresas comerciales privilegiadas europeas del siglo XVII.
La cuestión del cercamiento de las tierras de labranza en Inglaterra, tal como se debatió en el siglo XVII y el siglo XVIII, acompañó los esfuerzos de pensamiento filosófico y político de Thomas Hobbes (1588-1679), James Harrington (1611-1677) y John Locke (1632 -1704), por ejemplo, para abordar el fenómeno de la propiedad privada, especialmente, la de la tierra.
Frente a los partidarios de la monarquía absoluta, John Locke conceptualizó la propiedad como un "derecho natural" que Dios no había concedido en exclusiva a la monarquía: Teoría de la propiedad-trabajo. En ella se afirmaba que la propiedad es un resultado natural del trabajo que mejora la naturaleza y que, por tanto, en virtud del gasto laboral, el trabajador adquiere el derecho a su producto.
Influido por el auge del mercantilismo, Locke sostenía que la propiedad privada era anterior y, por tanto, independiente del gobierno. Locke distinguía entre la "propiedad común", es decir, la tierra común, y la propiedad de las mercancías y los bienes de producción. Su principal argumento a favor de la propiedad de la tierra era que conducía a una mejor gestión y cultivo de la tierra sobre la tierra común.
En el siglo XVIII, Jean-Jacques Rousseau (1712-1778) en su Discurso sobre el origen y los fundamentos de la desigualdad entre los hombres, de 1754, escribía que: "los frutos de la tierra pertenecen a todos; la tierra misma, a nadie". Durante la Revolución Industrial, el filósofo moral y economista Adam Smith (1723-1790), a diferencia de Locke, estableció una distinción entre el "derecho de propiedad" como derecho adquirido y los derechos naturales. Smith limitó los derechos naturales a "la libertad y la vida". Smith también llamó la atención sobre la relación entre empleado y empleador e identificó que la propiedad y el gobierno civil dependían el uno del otro, reconociendo que "el estado de la propiedad siempre debe variar con la forma de gobierno". Smith también argumentó que el gobierno civil no podía existir sin la propiedad, ya que la función principal del gobierno era definir y salvaguardar la propiedad de los bienes.
Immanuel Kant (1704-1804) justificó la propiedad privada a la luz de los principios del derecho natural, pero basándose en la teoría de que la propiedad común original de la tierra forma parte de la humanidad, hizo que el derecho privado dependiera del derecho público. Una conclusión importante de esta teoría kantiana es la del derecho de visita de cualquier ciudadano de un Estado extranjero, pero no de hospitalidad.
En el siglo XIX, el economista y filósofo Karl Marx (1818-1883) proporcionó un influyente análisis del desarrollo y la historia de las formaciones de propiedad y su relación con las fuerzas técnicas productivas de un período determinado. La concepción de Marx de la propiedad privada ha mostrado ser ciertamente influyente para muchas teorías económicas posteriores y para los movimientos políticos comunistas, socialistas y anarquistas, y condujo a la asociación generalizada de la propiedad privada (particularmente la propiedad privada de los medios de producción) con el capitalismo.

## Economía
Aunque la economía neoclásica contemporánea rechaza algunas de las suposiciones de los primeros filósofos que sustentaron la economía clásica, se ha sostenido que la economía neoclásica sigue siendo influenciada por el legado de la teoría moral natural y el concepto de derecho natural, lo que ha llevado a la presentación del intercambio privado de mercado y los derechos de propiedad privada como «derechos naturales» inherentes a la naturaleza.
Los liberales económicos, definidos como aquellos que apoyan una economía de mercado impulsada por el sector privado, consideran que la propiedad privada es esencial para la construcción de una sociedad próspera. Sostienen que la propiedad privada de la tierra garantiza que esa tierra será puesta en uso productivo y su valor protegido por el propietario. La propiedad privada también atribuye un valor monetario a la tierra, que puede ser utilizado para el comercio o como garantía. La propiedad privada, por lo tanto, es una parte importante de la capitalización en la economía.

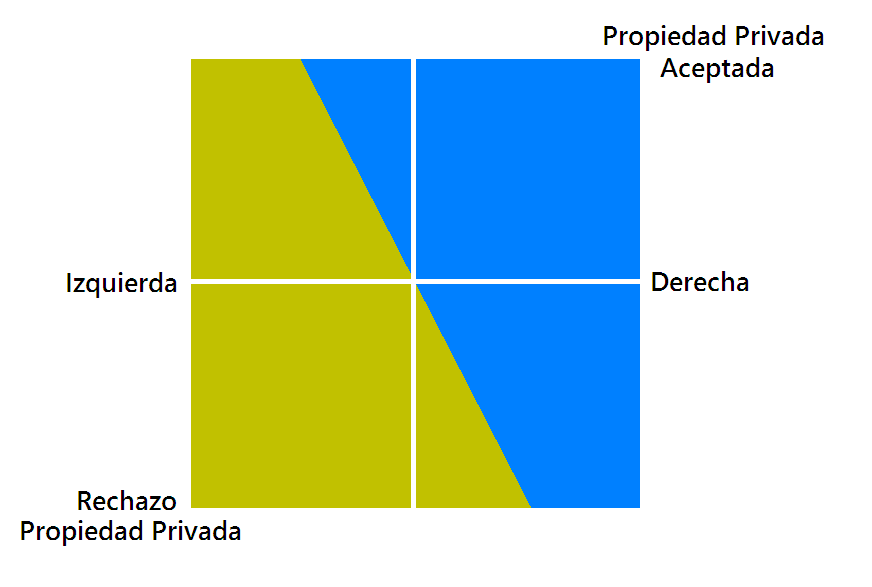
Esquema bidimensional que muestra la aceptación o rechazo de la propiedad privada en el espectro político.

Los marxistas hacen una distinción entre propiedad privada y propiedad personal, definiendo a la primera como los medios de producción, haciendo referencia a la empresa privada basada en una producción socializada y mano de obra asalariada; mientras que la segunda son los bienes de consumo o cosas producidas por un individuo. Históricamente, hasta el desarrollo del capitalismo, el término propiedad designaba a la tenencia de tierras; a partir de entonces el término propiedad comenzó a utilizarse para referirse a la propiedad sobre los medios de producción. Desde entonces, en su acepción común, se ha expandido para abarcar a las posesiones personales y a la propiedad no productiva que poseen los individuos.
En una sociedad comunista toda propiedad privada sería expropiada por el Estado[cita requerida], convirtiéndola en propiedad pública o comunitaria. Los economistas socialistas marxistas generalmente argumentan que las relaciones de propiedad privada limitan el potencial de las fuerzas productivas en la economía. Cuando la actividad productiva se convierte en una actividad colectiva el papel del capitalista se hace redundante (como propietario pasivo). El comunismo confía que la propiedad social eliminará las distinciones de clase entre los propietarios y los trabajadores, y lo considera que es un componente esencial para desarrollo de un sistema económico postcapitalista.
En respuesta a la crítica socialista, el economista de la escuela austríaca Ludwig Von Mises argumentó que los derechos de propiedad privada son un requisito para lo que llamó el cálculo económico "racional". No se pueden determinar con precisión un cálculo económico sin tener derechos de propiedad privada claramente definidos. [cita requerida] Mises sostuvo que un sistema socialista, carente de propiedad privada en los factores de producción, sería incapaz de determinar valuaciones de precios apropiadas para los factores de producción. Según Mises, este problema haría imposible el cálculo socialista racional.

## Alcances de la propiedad privada
La propiedad privada ha sido cuestionada por varias corrientes políticas de izquierda como el anarquismo, el comunismo. Según la teoría comunista y socialista, por ejemplo, la propiedad de los medios de producción debe ser común, esto está en claro contraste con el liberalismo económico que propone la privatización ya que según los liberales un dueño privado maneja mejor su empresa y recursos mejor que un burócrata estatista, que maneja dinero de otros. 
Existen corrientes políticas que postulan tratamientos intermedios, pero sin la eliminación del concepto de la propiedad privada, como son la economía social de mercado o el socialismo de mercado.

### Artículos, ensayos y debates
- Trabajo y propiedad: algunas reflexiones después del comunismo por Carlos Miranda (CEP)
- Acerca del fundamento del derecho de propiedad por Joaquín Barceló (CEP)
- El papel del Estado y la propiedad privada según la Doctrina Social de la Iglesia (RyD)
- El concepto de propiedad privada por Santos Mercado Reyes (IlePeru)
- Foro debate: La propiedad privada (Universidad Francisco Marroquín)
- Justicia y orden socioeconómico. Teoría del título posesorio. Exposición de la teoría de la intitulación de Robert Nozick.
- Propiedad e intercambio por Murray Rothbard (Instituto Mises)
- Contra la propiedad intelectual por Stephan Kinsella (Instituto Mises)
- Propiedad y ley de 1848 por Frédéric Bastiat (Instituto Acton)
- La propiedad privada como requisito indispensable por Henry Hazlitt (CEES)